# Машков, Александр Иванович
Александр Иванович Машко́в (1909—1999) — советский актёр.

## Биография
Родился 4 (17 февраля) 1909 года. В 1928 году окончил театральную студию при Крымском государственном драмтеатре и в том же году вступил в труппу этого театра. Затем работал в театрах Ташкента, Ашхабада, Тбилиси, Баку, Николаева, Махачкалы, Рязани. С 1947 года артист Сталинградского ДТ имени М. Горького. В начале сценической деятельности играл роли молодых героев и простаков. Впоследствии проявил себя как характерный актёр широкого диапазона. Член ВКП(б) с 1946 года.
Умер 20 апреля 1999 года.

## Роли в театре
- «Темп» Н. Ф. Погодина — Михалка
- «Слава» В. М. Гусева — Василий Мотыльков
- «Чапаев» по роману Д. А. Фурманова — Петька
- «Кремлёвские куранты», «Третья патетическая» Н. Ф. Погодина — В. И. Ленин
- «Любовь Яровая» К. А. Тренёва — матрос Швандя
- «Ревизор» Н. В. Гоголя — Иван Александрович Хлестаков
- «Парень из нашего города» К. М. Симонова — Сергей Луконин
- «Царь Фёдор Иоаннович» А. К. Толстого — Фёдор Иоаннович
- «На той стороне» А. А. Барянова — Мудзимура
- «Свадьба с приданым» Н. М. Дьяконова — Николай Курочкин
- «Совесть» Ю. П. Чепурина — Афанасий Павлович Кудров
- «Кто смеется последним» К. Крапивы — Никита Семёнович Туляга
- «Бег» по М. А. Булгакову — Парамон Ильич Корзухин
- «Двенадцатая ночь» Шекспира — Мальволио
- «Гамлет» Шекспира — Полоний
- «Варвары» М. Горького — Цыганов

## Награды и премии
- Заслуженный артист РСФСР (1956)
- Народный артист РСФСР (1958)
- Сталинская премия третьей степени (1951) — за исполнение роли директора МТС Афанасия Павловича Кудрова в спектакле «Совесть» Ю. П. Чепурина на сцене Сталинградского ОДТ имени М. Горького